# Ecsenius bimaculatus
Ecsenius bimaculatus är en fiskart som beskrevs av Springer, 1971. Ecsenius bimaculatus ingår i släktet Ecsenius och familjen Blenniidae. Inga underarter finns listade i Catalogue of Life.